# Тициан
Тициано Вечели или Вечелио (на италиански: Tiziano Vecelli, Tiziano Vecellio; * 1488/1489, Пиеве ди Кадоре, † 27 август 1576, Венеция), по-познат като Тициан, е един от най-известните художници от Венецианската школа през късния Ренесанс. Обикновено приживе е наричан ди Кадоре от името на рожденото му място, а също и Божествения.

## Биография

### Първи години
Точната рождена дата на Тициан е неизвестна. Макар че в писмо, адресирано до испанския крал Филип II, художникът твърди, че е роден през 1474 г., това се смята за е малко вероятно, а съвременни изследвания сочат по-скоро, че е  роден след 1490 г. От друга страна автори от неговата епоха изказват различни предположения – от 1473 до 1482 г. 
Тициан е по-големият син в четиричленното семейство на Лучия и Грегорио Вечели, който е виден съветник, войник, управител на замъка на Пиеве ди Кадоре. На 10-12-годишна възраст Тициано и брат му Франческо са изпратени при чичо си във Венеция, за да станат чираци. Първо те работят при Джентиле Белини, след което се прехвърлят при брат му Джовани Белини. По това време братята Белини (особено Джовани) са считани за едни от най-добрите художници в града.

### Ранно творчество
Най-ранната картина на Тициан е „Бягство в Египет“ (1507). По това време Тициан работи съвместно с Джорджоне. След смъртта му именно Тициан довършва част от започнатите от него творби. В този период (1516 – 1530), който може да бъде наречен „ранен“, Тициан променя стила си, като се ангажира с по-големи и по-сложни теми, опитвайки се да усъвършенства творбите си. През 1516 г. завършва олтара на базиликата „Санта Мария“ във Венеция – прочутото си произведение „Възнесение Богородично“. В живописната структура на творбата той събира в една композиция 2 или 3 сцени, разположени на различни нива – Земята и Рая, преходното и безкрайното. Тази структура е използвана и в следващите творби на Тициан. Междувременно художникът рисува серия от мадони (изображения на Богородица, но с модели - негови съвременнички), като за фон използва красив пейзаж. 
- Земната и небесната любов (1514), Галерия „Боргезе“ (Рим)
- Жена пред огледалото (ок. 1515), Лувър (Париж)
- Христос с монетата (ок. 1516), Галерия на старите майстори (Дрезден)
- Венера Анадиомена (1520), Национална галерия на Шотландия (Единбург)
- Портрет на Томазо Мости (1520)

За една от най-ранните творби на Тициан е смятан стенописът, на който е изобразен Херкулес и който се намира в двореца „Морозини дели Специери“ във Венеция. Други ранни творби са „Циганската Мадона“, намираща се във Виена и „Посещение от Мария и Елисавета“ - във Венеция. До 1516 г. постепенно Тициан развива свой характерен стил и започва да създава свои произведения.
Тициан рисува много мадони и женски портрети. Неговите образи в този период са спокойни и радостни, изпълнени с жизнено пълнокръвие, яркост на чувствата, имат печат на вътрешно просветление. Мажорният колорит е построен в съзвучие с дълбоки, чисти бои Най-известните картини от този период са: „Циганска мадона“ (ок. 1511), а така също „Земната и небесната любов“ (1514) – картина, нарисувана по поръчка на Николо Аурелио, член на Съвета на десетте, и „Жена с огледало“ (ок. 1514). През 1516 г. той рисува картината „Христос с монетата“ (Христос произнася прочутата си фраза "Кесаревото - кесарю, Божието - Богу.", сочейки монета с образа на император Тиберий) за Алфонсо I д’Есте.
Тициан живее със своята икономка и любовница Чечилия – дъщеря на бръснаря в родното му градче, от която има две момчета – Помпонио и Орацио. През 1525 г. тя е повалена от тежка болест и заради желанието ѝ момчетата да бъдат признати официално за негови синове, Тициан се жени за нея. Женитбата оказва ползотворно влияние върху Чечилия, тя оздравява и впоследствие му ражда и 2 дъщери, от които само едната – Лавиния - оцелява. Любимец на Тициан е вторият му син – Орацио, който по-късно става негов помощник.

### Зрял период
През следващия период от своето творчество (1530 – 1550) Тициан отново променя стила си. Произведенията му от зрелия период се характеризират с тъмни светлинни багри. През 1532 г. след като рисува  в Болоня портрета на император Карл V (владетел на Свещената Римска империя), той е обявен за Рицар на златната шпора, а децата му са обявени за благородници на Империята, което за един художник представлява изключителна чест. По това време Тициан е считан за равен по популярност и успехи с Микеланджело и Рафаело. От художниците, рисували портрети, Тициан е сравняван с Рембранд и Диего Веласкес.
- Портрет на Алфонсо д’Авалос в доспехи и с паж (1533), Гети център (Лос Анджелес)
- Венера Урбинска (1538), Уфици (Флоренция)
- Ecce homo (1543), Музей на историята на изкуството (Виена)
- Портрет на Карл V в кресло (1549), Стара пинакотека (Мюнхен)

## Късен период
През последните 26 години от живота си (1550 – 1576) Тициан основно работи за Филип II, рисувайки портрети, както и няколко картини на митологична тематика.  
Художникът става все по-самокритичен, незадоволим перфекционист. Тициан държи някои картини по 10 години в студиото си. Последната му творба е „Пиета“ (завършена след смъртта му от Джовани Франческо ди Палма). На нея са изобразени Тициан и синът му Орацио пред Спасителя. Тициан (на 27 август 1576 г. на около 90-годишна възраст, известно време след това - и синът му) са покосени от чумата, вилняла по това време във Венеция. Старият художник е положен до известната си картина „Мадона от Пезаро“ в базиликата "Санта Мария". 
- Венера и Адонис (ок. 1555-60), Гети център (Лос Анджелис)
- Похищението на Европа (1562), Музей „Изабела Стюарт Гарднър“ (Бостън)
- Алегория на времето ръководено от благоразумието (сред. на 1560-те), Национална галерия (Лондон)
- Носенето на кръста (1565), Ермитаж (Санкт Петербург)
- Коронясване с трънен венец (1572 – 1576), Стара пинакотека (Мюнхен)